# Thaumatomyia apache
Thaumatomyia apache är en tvåvingeart som beskrevs av Curtis W. Sabrosky 1943. Thaumatomyia apache ingår i släktet Thaumatomyia och familjen fritflugor. Inga underarter finns listade i Catalogue of Life.